# Râul Praid
Râul Praid este un curs de apă, afluent al Râului Târnava Mică. 

## Hărți
- Harta județului Harghita